# 退化 (數學)
在數學中，退化（Degeneracy）是指在一個限制的情況下，一個集合中的對象改變其性質並且屬於另一個集合，通常是變成比較簡單的集合，例如，一個三角形是一個平面集合的一個對象，但是若改變其性質將單一內角改為180度使其邊皆重合，則它就屬於線段集合的一個對象，且線段這個集合比平面還要簡單，因為它少一個維度，我們就會稱此多邊形退化了。
因此，退化的情況下，具有原來的性質
下面列出一些退化的例子:
- 點是退化的圓，因為一個圓若半徑為0就會成一個點
- 圓是退化的橢圓，因為它的離心率是0
- 線是退化的拋物線，因為拋物線在切空間中呈一直線
- 線段是退化的矩形，因為它有一邊長度為0
- 退化多邊形是多邊形退化的結果
- 實數和虚數可以視為複數的退化，因為实数就是虛數部為0的複數，虚数则是实部为零的复数。[1]